# Srinagarindra (huyện)
Srinagarindra (tiếng Thái: ศรีนครินทร์) là một huyện (amphoe) của tỉnh Phatthalung, miền nam Thái Lan.

## Địa lý
Các huyện giáp ranh (từ phía bắc theo chiều kim đồng hồ) là Si Banphot, Khuan Khanun, Mueang Phatthalung và Kong Ra của tỉnh Phattalung, Yan Ta Khao và Na Yong của tỉnh Trang.

## Lịch sử
Tiểu huyện (King Amphoe) được thành lập 26/6/1996, khi được tách ra từ Mueang Phatthalung district. Huyện mới bắt đầu hoạt động từ ngày 15/7.. Ban đầu tên là Chumphon theo tambon chính, sau đó được đổi tên thành Srinagarindra ngày 30/12/1996.
Theo quyết định của chính phủ Thái Lan ngày 15 tháng 5 năm 2007, tất cả 81 tiểu huyện đều được nâng thành huyện. Với việc đăng công báo hoàng gia ngày 24 tháng 8, việc nâng cấp thành chính thức.
.

## Hành chính
Huyện này được chia thành 4 phó huyện (tambon), các đơn vị này lại được chia ra thành 42 làng (muban). Không có khu vực đô thị (thesaban), có 4 Tổ chức hành chính tambon.
| STT | Tên       | Tên tiếng Thái | Số làng | Dân số |  |
| --- | --------- | -------------- | ------- | ------ |  |
| 1.  | Chumphon  | ชุมพล           | 14      | 8.195  |  |
| 2.  | Ban Na    | บ้านนา          | 11      | 7.268  |  |
| 3.  | Ang Thong | อ่างทอง         | 8       | 4.246  |  |
| 4.  | Lam Sin   | ลำสินธุ์          | 9       | 5.703  |  |